# John White (acteur)
Pour les articles homonymes, voir John White et White.
John Michael White (né le 10 juin 1981 à Toronto, Ontario) est un acteur canadien. 

## Biographie
John White est principalement connu grâce au rôle d'Erik Stifler dans les films American Pie: String Academy et American Pie : Campus en folie.

## Filmographie

### Cinéma
- 2006 : American Pie: String Academy de Joe Nussbaum (en) : Erik Stifler
- 2007 : American Pie : Campus en folie d'Andrew Waller : Erik Stifler
- 2009 : Wild Cherry : Franklin Peters
- 2010 : Boy Toy : Jake

### Télévision
- 1995-1997 : Chair de poule (épisodes 11 et 12, saison 2)
- 2004 : À la dérive de Tom McLoughlin : Brad
- 2004 :  Prom Queen  de John L'Ecuyer  : Otis
- 2009 : Cold Case : Affaires classées (un épisode : Tommy Flanagan)
- 2010 : Esprits criminels (saison 6, épisode 7 : Dernier Week-end)
- 2011 : Les Kennedy : John Fitzgerald Kennedy "Jack" Jeune
- 2012 : Pretty Little Liars :